# Војна академија (2. сезона)
Друга сезона телевизијске серије Војна академија је премијерно емитована на РТС-у у периоду од 16. фебруара до 30. марта 2014. године.

## Радња
Друга сезона се наставља исто где се завршила прва, међутим, овај пут кадете чекају нека ова искушења.

## Улоге

### Главне
- Радован Вујовић – Радисав Рисовић Рис
- Бојан Перић – Данијел Стошић
- Тијана Печенчић – Милица Зимоњић Зимче
- Драгана Дабовић – Инес Шашвари Шаша
- Иван Михаиловић – Мирко Клисура
- Бранко Јанковић – Живојин Џаковић
- Јелисавета Орашанин – Весна Роксандић Роксанда
- Тамара Драгичевић – Надица Арсић
- Никола Ракочевић – Милан Лакићевић Лаки
- Невена Ристић – Бисенија Томић Биса
- Љубомир Бандовић – капетан Илија Жарач
- Небојша Миловановић – капетан Драган Кашанин
- Милош Тимотијевић – капетан Видоје Васиљевић

### Епизодне
- Ања Станић – Лела
- Александра Ања Ивановић – Соња
- Бранислав Лечић – начелник генерал Никола Стефановић
- Јелена Јовичић – психолог Весна
- Соња Дамјановић – др. Јасна Готовуша
- Милица Михајловић – куварица Бранислава Шекуларац Шеки
- Јелица Сретеновић – куварица Бранкица Тодоровић Буразер
- Нина Граховац – поручник Луковић
- Тихомир Станић – пуковник Зековић
- Горан Јокић – капетан Радомир Ковачевић
- Младен Нелевић – Десимир Џаковић
- Оливера Викторовић – Рада Џаковић
- Ивана Михић – Емилија Стошић
- Стефан Бузуровић – Срђан
- Олга Одановић – Милијарда Клисура
- Харис Бурина – Марадона Клисура
- Мирсад Тука – Мраз
- Небојша Глоговац – Црни
- Војислав Брајовић – Стошићев отац
- Дара Џокић – Будимирка Рисовић, Рисова мајка
- Феђа Стојановић – Рисов отац
- Власта Велисављевић – Рисов деда
- Предраг Смиљковић – Богољуб Јанковић
- Миодраг Кривокапић – професор Вилотић
- Горан Радаковић – професор Чучко
- Миљка Брђанин-Бајић – професорка Тодоровић
- Искра Брајовић – Тања
- Немања Живковић – Жути

## Епизоде
| Бр. еп. (укупно) | Бр. еп. (у сезони) | Наслов      | Редитељ       | Сценариста   | Премијера         |
| --- | ------------------ | ----------- | ------------- | ------------ | ----------------- |
| 17 | 1                  | Епизода 2.1 | Дејан Зечевић | Бобан Јевтић | 16. фебруар 2014. |
| Радња се наставља тачно тамо где је и прекинута. На друму "скупљају" кадета Стошића после тешке саобраћајне незгоде. У полицијској станици су Рис, Мраз, Лела, и они који их узбуђени чекају. Надица се буди после операције, забринути Џаковић је невидљиви дух на ВМА. Клисурина мајка Милијарда биће у прилици да бодри госпођу Емилију, Стошићеву мајку, уз много топлог хумора својственог њеном симпатичном лику. Наставља се и започета романса између старешине Кашанина и згодне психолошкиње Весне. |                    |             |               |              |                   |
| 18 | 2                  | Епизода 2.2 | Дејан Зечевић | Бобан Јевтић | 23. фебруар 2014. |
| Кадети су коначно дочекали оно због чега су и дошли на Академију, „праву" летачку обуку на симулаторима, хеликоптерима и авионима. Почињу часови навођења, тешко градиво је праћено атрактивном праксом кроз коју их спроводи њихов бивши командир, а сада демонстратор, капетан Васке. Рис посећује Лелу која је на психијатрији после трауме кроз коју је прошла када су је отели гангстери. Међутим, она више уопште не комуницира. Рис је оптерећен чињеницом да је Мраз у затвору зато што је штитио њега. Он и Зимче ће и нехотице ући у једну (не)обичну породичну авантуру. Џаковић је спремио прстен за Надицу, што изазива пуно коментара међу његовим колегама. Он је, међутим, жели да се жени. Стошић се труди да што пре савлада рехабилитацију и да се врати на Академију. За његово нестрпљење терапеут Мики је ноћна мора. Афера између психолога Весне и командира Кашанина излази из домена тајне. Појављује се и Роксандина сестра, заводљива манекенка, која међу мушкарцима увек изазива пажњу.                          |                    |             |               |              |                   |
| 19 | 3                  | Епизода 2.3 | Дејан Зечевић | Бобан Јевтић | 2. март 2014.     |
| Сви саучествују са Надицом која ишчекује судбинску одлуку - да ли ће морати да заувек напусти студије на Академији. Џаковић је отишао кући и први пут се сусреће са оцем откако је он кажњен за злостављање у породици. Не зна кроз шта Надица пролази. Пошто се већ испоставило да је озлоглашени професор математике заправо Мразов таст, он сада покушава да преузме старатељство над унуцима користећи то што је зет у затвору. Идеја да Рис и Зимче наизменично посете његове, па њене родитеље, остварује се уз сву могућу непријатност и хумор које такви први сусрети подразумевају. Нарочито се истиче по оригиналности Зимчетов отац. Стошић и даље вредно вежба, али ће га једна изненадна посета веома узрујати. Такође се испоставља да се Мики и Стошић ипак знају однекуд, из времена док је овај још увек био навијач изгредник. Роксандина сестра позива кадете на журку, Шашвари није одушевљена начином на који Клисура и остали момци прихватају позив. Џаковић полази да испроси Надицу, али неће бити суђено да се виде. |                    |             |               |              |                   |
| 20 | 4                  | Епизода 2.4 | Дејан Зечевић | Бобан Јевтић | 9. март 2014.     |
| Џаковић објављује свима да жели да напусти Академију. Без Надице више ништа нема смисла, а на Академију су га ионако силом послали. Његов отац је живописно скандализован том вешћу. Сазнаје се да је Биса сироче, а њено интересовање за Лакија је све теже сакрити. Главни догађај, који окупља кадете у срећи, јесте Стошићев повратак на Академију. Да ли је његова рехабилитација била довољно успешна? Са оцем се настављају конфликти. Доћи ће и до преокрета у љубавној вези између Весне и Кашанина. Манекенке се спремају да на журци засене „смешне" кадеткиње пред њиховим момцима. |                    |             |               |              |                   |
| 21 | 5                  | Епизода 2.5 | Дејан Зечевић | Бобан Јевтић | 15. март 2014.    |
| Одиграће се дуго најављивана „манекенска" журка у организацији Роксандине сестре Иване, иначе „вамп рибе". То ће бити тест за кадете - да ли су имуни на дражи београдских спонзоруша, и колико су верни својим девојкама. На журци ће се појавити и Владо Георгиев коме ће посебно запасти за око једна од кадеткиња. Видећемо и Џаковића окруженог буљуком згодних девојака које нетремице слушају његову тужну причу. Ипак, за један романтичних парова ова журка ће бити превелико искушење. Поред тога, сазнаће се једна срећна вест - неко је на путу да постане отац, а неко да оснује нову политичку странку! |                    |             |               |              |                   |
| 22 | 6                  | Епизода 2.6 | Дејан Зечевић | Бобан Јевтић | 22. март 2014.    |
| Кадети полазе на обуку која ће за многе од њих бити и завршно поглавље њиховог школовања за официре. Међутим, ноћ која претходи поласку за већину је веома бурна у емотивном смислу и донеће занимљиве обрте у њиховим односима. Поново се појављује Владо Георгијев који се све више занима за будућу официрку Роксанду. Како ће му она одговорити? За то време њена екстравагантна сестра Ивана имаће једну неочекивану романтичну ноћну посету. Шашвари је бескрајно повређена и љута на Мирка због „преваре". |                    |             |               |              |                   |
| 23 | 7                  | Епизода 2.7 | Дејан Зечевић | Бобан Јевтић | 29. март 2014.    |
| Кадети ће коначно бацити своје шапке испред Скупштине Србије, како је то и уобичајено. Али, пре тога многе ће се младе судбине одредити, многе љубавне интриге разрешити, а видећемо и ко ће понети златну сабљу за најбољег кадета. Десиће се много тога, промениће се њихови животи, али ће се родити један нови живот. Уз неочекиване обрте, спајања и раздвајања, једно је сигурно - другарство ковано годинама остаће у њима да живи. |                    |             |               |              |                   |

## Напомена
- Приликом досадашњег емитовања серије, на почетку сваке епизоде није наведен назив саме епизоде